# Grumbach (Edelfreie)

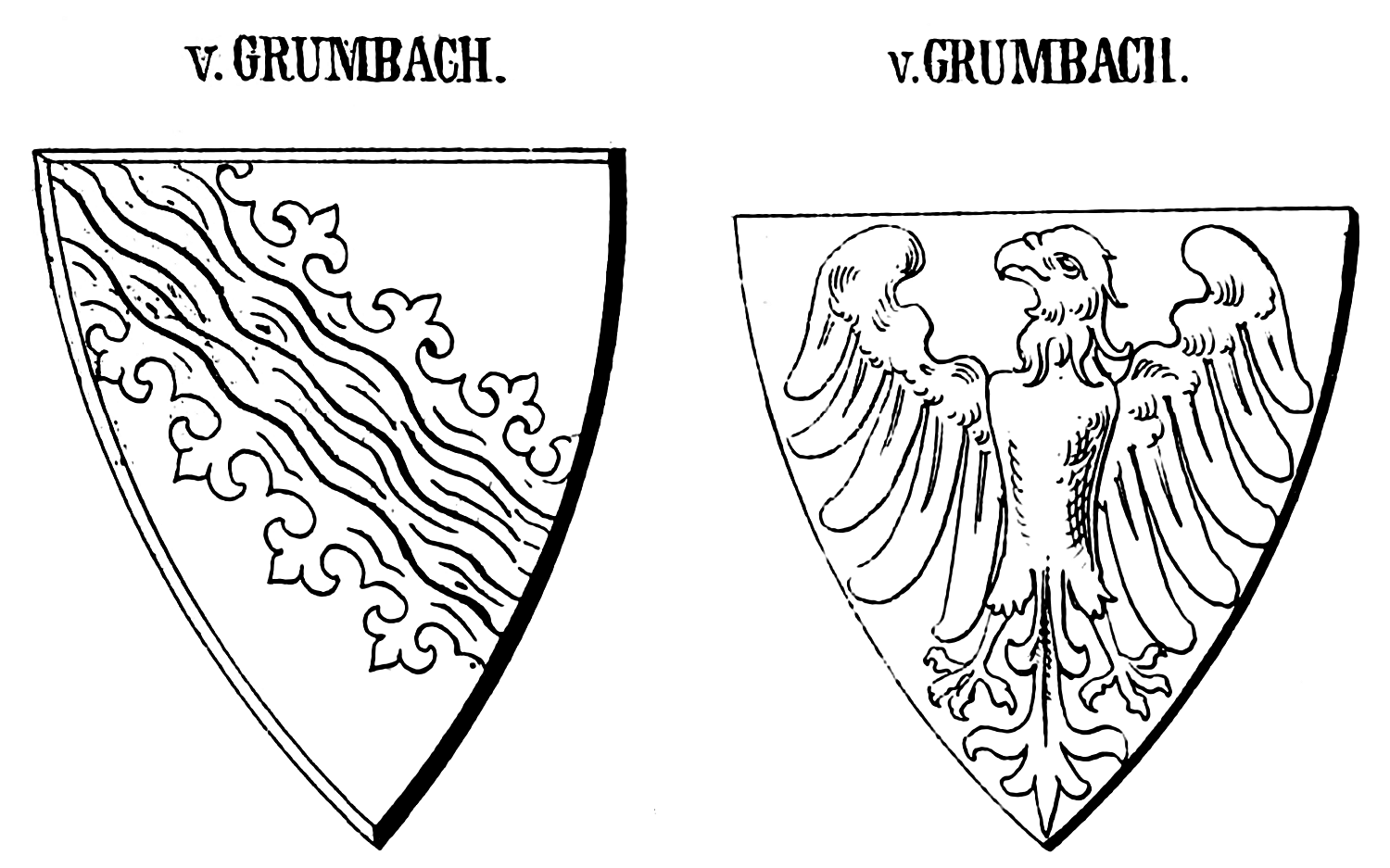
Zwei Wappen der Dynasten von Grumbach in Siebmachers Wappenbüchern

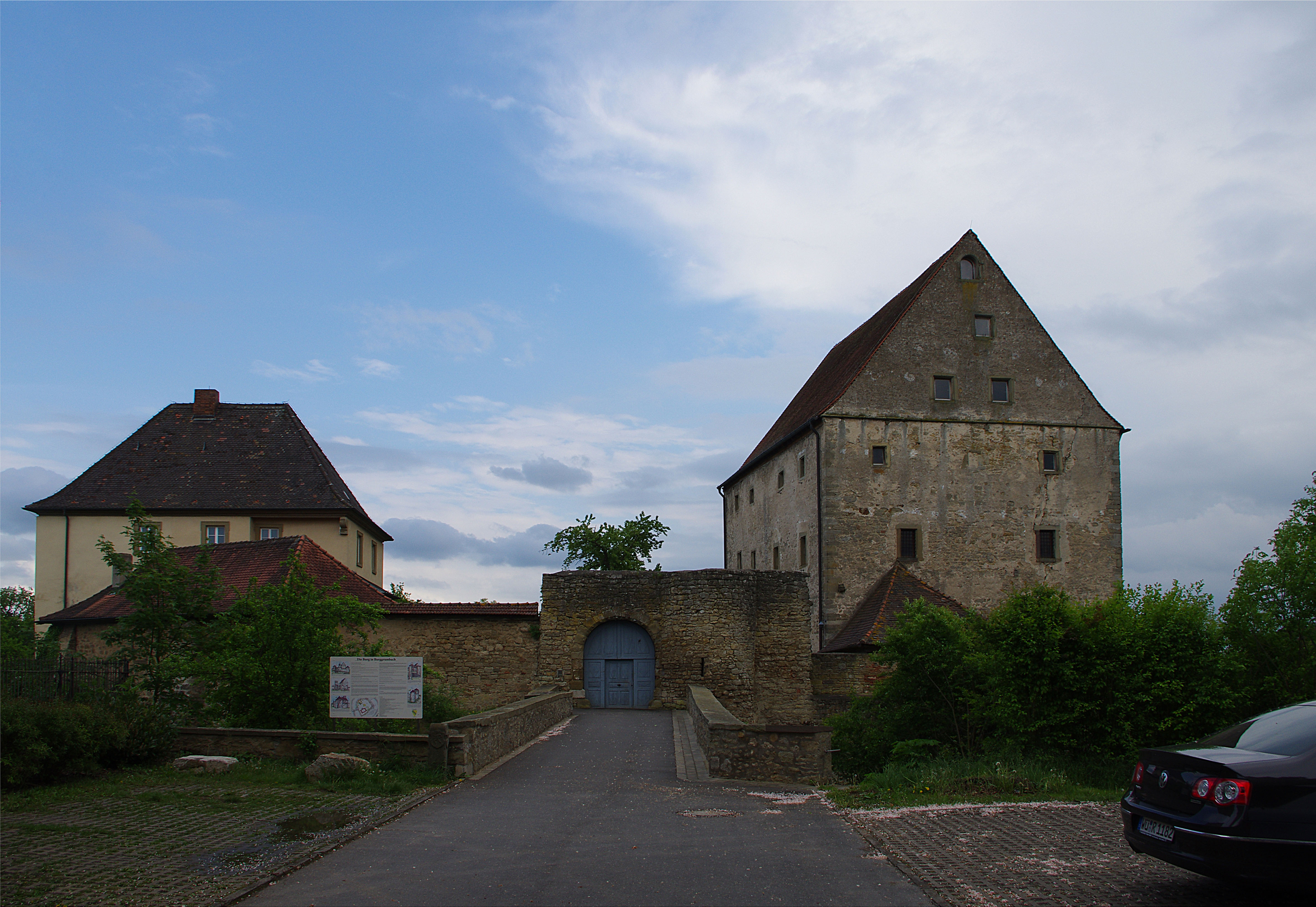
Schloss Burggrumbach, Stammsitz der Familie

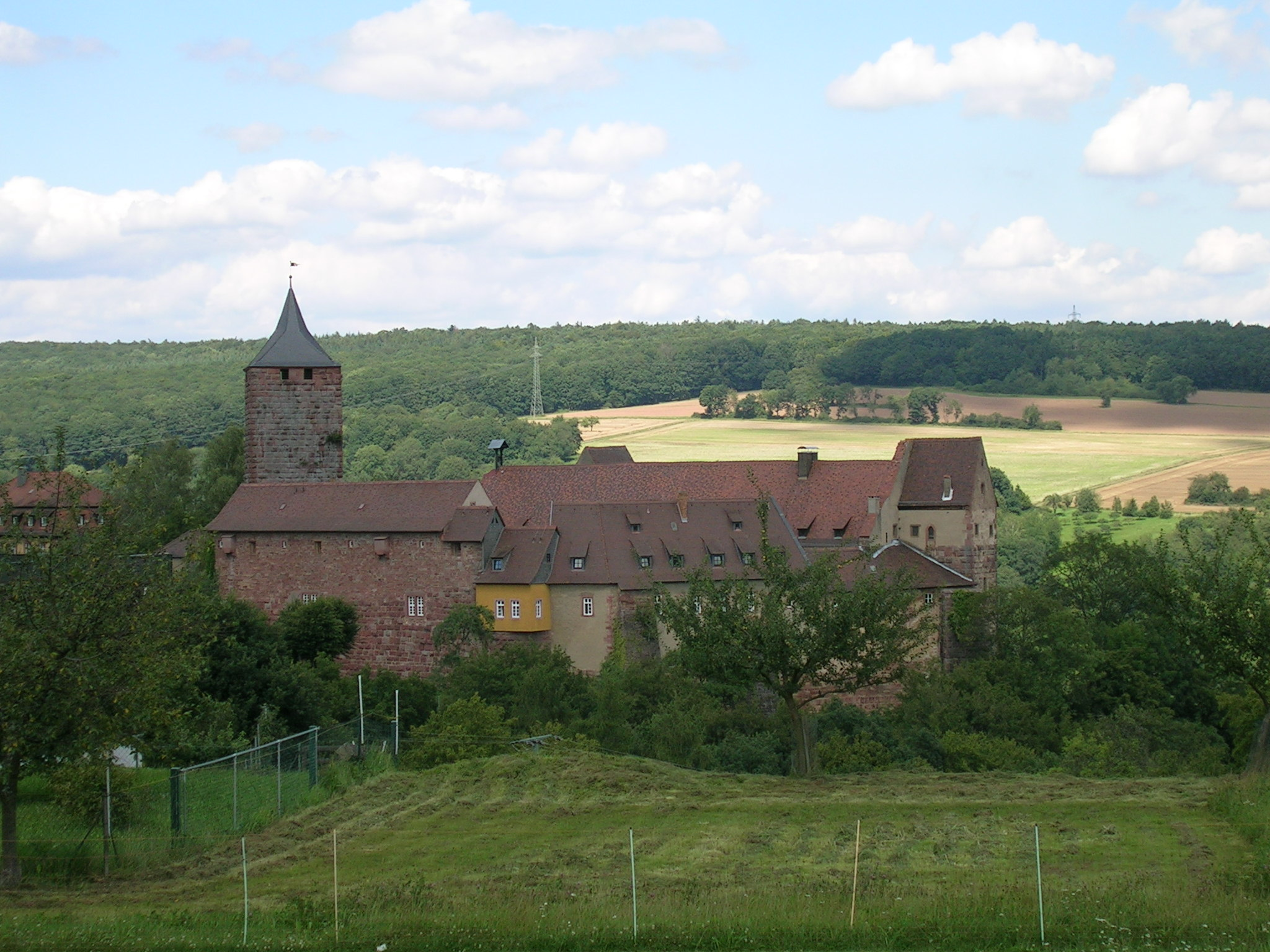
Burg Rothenfels, um 1150 von Markward II. von Grumbach erbaut

Die edelfreien Herren von Grumbach (oder Edelfreie von Grumbach) gehörten zu den bedeutendsten Dynastiegeschlechtern in Franken und starben 1243 im Mannesstamme aus. Sie sind von den Ministerialen von Grumbach, einer Linie der fränkischen Uradelsfamilie Wolffskeel, zu unterscheiden.

## Geschichte
Der Stammsitz der Grumbach war das Dorf Burggrumbach bei Unterpleichfeld. Ein Eben von Grumbach wird nach Seyler schon um 1000 erwähnt. Die älteste urkundliche Erwähnung der Edelfreien von Grumbach stammt aus dem 11. Jahrhundert. Im Jahr 1099 taucht Markward I. von Grumbach als Vogt des Klosters Schlüchtern und ein Jahr später als Vogt des Klosters Neustadt am Main auf. Sein Sohn Markward II. ließ vor 1148 die Burg Rothenfels erbauen. Er war treuer Gefolgsmann der Staufer und nahm 1156 an der Hochzeitsfeier Friedrich Barbarossas in Würzburg teil. Markward III. wurde 1164 von Kaiser Barbarossa zum Statthalter der Lombardei ernannt. Im Jahr 1243 starb die Familie im Mannesstamme mit Albert, Herr zu Rothenfels, aus. Ihre aus einem Burgmannengeschlecht, das im Dienst der Edelfreien von Grumbach gestanden hatte, stammenden Nachfolger nannten sich ebenfalls „von Grumbach“. Die Besitzungen gingen durch Bischof Gottfried III. 1317 auf den Grafen Ludwig V. von Rieneck († 1333) über, der mit der Tochter Alberts, Adelheit (Udelhilt), verheiratet war.

## Wappen
Albert I. führt in seinem Schild (des betreffenden Siegels bediente sich 1219 und 1226 Heinrich von Rotenfels) einen wellenförmigen Schrägrechtsbalken, dessen Ränder ausgezackt und mit Lilien besetzt sind. Derselbe Albert siegelte 1176 dann mit einem Adler. Die Tingierung ist unbekannt.